# Can Planas (Corbera de Llobregat)
Can Planas és una masia de Corbera de Llobregat (Baix Llobregat) inclosa en l'Inventari del Patrimoni Arquitectònic de Catalunya.

## Descripció
S'hi diferencien dos cossos: la casa dels masovers i la que era possessió i estada dels amos. Aquesta última va ser construïda en èpoques diferents. La part central és de dues plantes i golfes, està orientada a sud-est i té unes grans sales als baixos i al pis. Mirant a l'edifici a l'esquerra, s'hi conserva un cobert amb un trull de verema. A la dreta i frontalment hi ha unes galeries addicionades d'inici del segle xx.
La construcció és de parets d'obra de pedra i calç, amb bigues de fusta restaurades gairebé a la totalitat de la casa. Conserva també molta part dels cairons de terrissa ditejats de bòbila en el paviment de la planta baixa.

## Història
Caldrà esperar la publicació de La Història de Corbera de I. Clopas i Batlle per tenir dades d'aquesta finca anteriors a la unió del patrimoni Romagosa amb l'heretat Planas. Joan Romagosa l'any 1798 amplià l'edifici existent, segurament amb dues plantes i menys espai que l'actual, i construí el portal exterior que té encara la porta de roure original. Sembla però que el 1579 ja existia la masia.
Els propietaris dels anys 1980, suïssos de nom Restheiner, van fer algunes reformes sense comprometre el conjunt de la construcció i conservant-ne els elements originals i també el mobiliari, el qual han enriquit amb algunes peces de cert valor.